# Ichneumon moratorius
Ichneumon moratorius är en stekelart som beskrevs av Müller 1776. Ichneumon moratorius ingår i släktet Ichneumon och familjen brokparasitsteklar. Inga underarter finns listade i Catalogue of Life.